# 松山歴史文化道
松山歴史文化道（まつやまれきしぶんかどう）は、四国歴史文化道に指定されている愛媛県の観光モデル地域。松山市と砥部町が対象。テーマは「城と温泉と文学の道」。

## 名所
| 名所                   | 位置            | 語り部                     | 語り部案内料             | 備考                                                                                         |
| ---------------------- | --------------- | -------------------------- | ------------------------ | -------------------------------------------------------------------------------------------- |
| 松山城                 | 松山市          | 松山観光ボランティアガイド | 無料、但し旅行業者は有料 | 17世紀初めに加藤嘉明が築城。                                                                 |
| 萬翠園                 | 松山市          |                            |                          | 旧藩主久松家の当主が大正時代に別邸として建てたフランス風の建築物。                           |
| 坂の上の雲ミュージアム | 松山市          |                            |                          | 小説「坂の上の雲」をテーマにしたまちづくりの中核施設。                                       |
| 子規堂                 | 松山市          |                            |                          | 正岡子規は近代俳句の父で、子規堂は16歳まで使用していた居室を復元したもの。                   |
| 道後温泉               | 松山市          | 道後温泉本館職員           | 無料                     | 日本最古の歴史を持つ温泉。                                                                   |
| 伊佐爾波神社           | 松山市          |                            |                          | 10月6日に例大祭が行われ、10月7日の神幸祭では、喧嘩神輿（鉢合わせ）が行われる。               |
| 子規記念博物館         | 松山市          | 博物館友の会職員           | 無料                     | 正岡子規の生涯を資料や映像などで展示。                                                       |
| 湯築城跡               | 松山市          | 道後公園ボランティアガイド | 無料                     | 道後公園にのこる城跡で河野氏の本城跡。                                                       |
| 石手寺                 | 松山市          |                            |                          | 四国八十八箇所霊場の第五十一番札所。                                                         |
| 浄土寺                 | 松山市          |                            |                          | 四国八十八箇所霊場の第四十九番札所であり、伊予十三仏霊場の第二番札所である。                 |
| 大宝寺                 | 松山市          |                            |                          | 本尊は阿弥陀如来坐像（国の重要文化財）。本堂は愛媛県内最古の木造建築で国宝に指定されている。 |
| 太山寺                 | 松山市          |                            |                          | 本尊は十一面観世音菩薩。四国八十八箇所霊場の第五十二番札所。伊予十三仏霊場の第三番札所。     |
| 民芸伊予かすり会館     | 松山市          |                            |                          | 松山の伝統工芸である伊予かすりの製造工程が見学できる。                                       |
| 砥部焼伝統産業会館     | 砥部町          | 産業会館職員               | 無料                     | 砥部焼に関する歴史的資料や作品が展示されている。                                             |
| 善応寺                 | 松山市善応寺428 |                            |                          | 河野一族の氏寺として建立。                                                                   |